# 케이프 카이로 철도
케이프 카이로 철도(Cape to Cairo Railway)는 아프리카를 남북으로 종단하는 미완성의 철도 노선이다. 이 철도의 계획은 19세기말 식민지 지배 시대에 영국 제국의 식민지를 남쪽의 케이프타운(현 남아공)에서 북쪽의 카이로(이집트)까지 남북으로 연결하고자 하는 세실 로즈의 아프리카 종단 정책 구상에 기원을 두고 있다. 현재까지 계획의 절반 이상이 개통되었으나, 수단과 우간다의 영내에 미개통 부분을 남겨 두고 있다.

## 같이 보기
- 아프리카 분할
- 파쇼다 사건